# Ssangmun-dong
Ssangmun-dong (koreanska: 쌍문동) är en stadsdel i Sydkoreas huvudstad Seoul. Den ligger i stadsdistriktet Dobong-gu i norra delen av staden. 

## Indelning
Administrativt är Ssangmun-dong indelat i:
| Namn    | Namn                 | Yta i km² | Invånare 1 jan 2020 |
| ------- | -------------------- | --------- | ------------------- |
| 쌍문1동 | Ssangmun 1(il)-dong  | 1,24      | 22 112              |
| 쌍문2동 | Ssangmun 2(i)-dong   | 0,54      | 19 825              |
| 쌍문3동 | Ssangmun 3(sam)-dong | 0,50      | 17 086              |
| 쌍문4동 | Ssangmun 4(sa)-dong  | 0,52      | 19 766              |